# Sidsel Ben Semmane
Sidsel Ben Semmane est une chanteuse danoise née le 9 octobre 1988.
Elle a représenté le Danemark au Concours Eurovision de la chanson en 2006 avec la chanson Twist of love et termine 18e.